# Manota edentula
Manota edentula är en tvåvingeart som beskrevs av Heikki Hippa 2008. Manota edentula ingår i släktet Manota och familjen svampmyggor.
Artens utbredningsområde är Mauritius. Inga underarter finns listade i Catalogue of Life.